# Ion Izagirre
Pour les articles homonymes, voir Izagirre.
Ion Izagirre Insausti (parfois orthographié Jon Izagirre) est un coureur cycliste espagnol né le 4 février 1989 à Ormaiztegi. Il est professionnel depuis 2010 et évolue au sein de l'équipe Cofidis. Son frère aîné, Gorka Izagirre et son cousin Jon Ander Insausti sont également coureurs cyclistes.
Il a notamment remporté le championnat d'Espagne sur route en 2014, le championnat d'Espagne du contre-la-montre (2016 et 2021), ainsi qu'une étape sur chacun des trois grands tours. Sur les courses par étapes, il compte à son palmarès deux courses inscrites au calendrier de l’UCI World Tour, le Tour de Pologne qu’il s’adjuge en 2015 et le Tour du Pays basque qu’il gagne en 2019.

## Biographie
Ion Izagirre est le fils de José Ramón Izagirre (es), cycliste double champion d'Espagne de cyclo-cross dans les années 1990 et professionnel de 1990 à 1994. Son frère Gorka Izagirre l'est également depuis 2009.
Troisième du championnat d'Espagne sur route espoirs en 2008, Ion Izagirre intègre l'équipe continentale Orbea en tant que stagiaire à la fin de l'année 2009, puis y devient coureur professionnel en 2010. Durant cette saison, il participe au Tour de l'Avenir avec l'équipe d'Espagne des moins de 23 ans.

### 2011-2013: Euskaltel-Euskadi
En 2011, il est recruté par l'équipe Euskaltel-Euskadi, dont son frère Gorka est membre depuis 2010.
En 2012, il se classe 30e du Grand Prix E3 et 15e de Gand-Wevelgem, toujours dans le même temps que le vainqueur Tom Boonen. À l'occasion de son premier grand tour, il remporte la 16e étape du Tour d'Italie 2012 après une longue échappée collective lors d'une étape de transition vers les Dolomites. En juillet, il termine 7e du Tour de Pologne.
Ion Izagirre commence sa saison 2013 au Tour Down Under, dont il prend la quatrième place. En juin, aux championnats d'Espagne, il est quatrième du contre-la-montre et deuxième de la course en ligne. Il dispute ensuite son premier Tour de France, terminé à la 69e place. En août, il termine second du Tour de Pologne, durant lequel il est leader du classement général pendant une journée. En septembre, il est neuvième du Grand Prix de Montréal puis prend, avec Euskaltel-Euskadi, la 17e place du championnat du monde du contre-la-montre par équipes.

### 2014-2016: Movistar
À la fin de l'année 2013, l'équipe Euskaltel-Euskadi disparaît. Ion Izagirre, ainsi que son frère Gorka, est recruté par l'équipe Movistar. En début d'année 2014, Izagirre est quatrième du Tour d'Andalousie, remporté par le leader de l'équipe Alejandro Valverde. Huitième du Tour de Romandie en mai, il devient champion d'Espagne sur route le mois suivant, et se classe deuxième du championnat du contre-la-montre, derrière Valverde. En juillet, il est équipier de ce dernier au Tour de France. Valverde termine quatrième du classement général, Izagirre 41e. En août, il est à nouveau deuxième du Tour de Pologne, devancé de huit secondes par le Polonais Rafał Majka. En septembre, il prend la sixième place du Tour de Grande-Bretagne puis participe aux championnats du monde, à Ponferrada. Avec Movistar, il est sixième du contre-la-montre par équipes. Il dispute ensuite la course en ligne avec l'équipe d'Espagne, à nouveau au service de Valverde,. Celui-ci est médaillé de bronze.
En 2015, il termine troisième du Tour du Pays basque et remporte le classement final du Tour de Pologne après avoir terminé deuxième lors des deux éditions précédentes. Izagirre est sélectionné pour la course en ligne des championnats du monde de Richmond. Les deux chefs de file espagnols sont Alejandro Valverde et Joaquim Rodríguez. En fin de saison il prolonge son contrat avec la formation Movistar.
Il réalise sa meilleure saison en 2016, où il obtient des bons résultats de février à septembre. Deuxième du Tour de l'Algarve, il est ensuite cinquième de Paris-Nice et lauréat du Grand Prix Miguel Indurain. En progrès sur les courses par étapes World Tour, il monte sur le podium des Tours de Romandie (3e) et de Suisse (2e), remportant une étape chronométrée sur chaque course. Peu avant le Tour de France, il est sacré champion d'Espagne du contre-la-montre pour la première fois. Fin juillet, après avoir joué son rôle d'équipier sur le Tour de France, il remporte la 20e étape en solitaire. Avec Alejandro Valverde, Joaquim Rodríguez, Imanol Erviti et Jonathan Castroviejo, il fait partie de la sélection espagnole pour la course en ligne des Jeux olympiques. Izagirre et Castroviejo sont également retenus pour le contre-la-montre. Il abandonne la course en ligne et se classe finalement huitième du contre-la-montre. Régulier, il prend également la huitième place du Grand Prix cycliste de Montréal et de l'Eneco Tour. Au mois de septembre, il annonce ne pas renouveler son contrat avec l'équipe Movistar, pour rejoindre la nouvelle équipe Bahrain-Merida. Considéré comme un leader sur certaines courses par étapes d'une semaine par Movistar, il souhaite être chef de file d'une équipe sur davantage d'épreuves, ce qui explique son départ de la formation espagnole. En fin d'année 2016, il est classé 11e du classement World Tour et 12e du Classement mondial UCI.

### 2017-2018: Bahrain-Merida

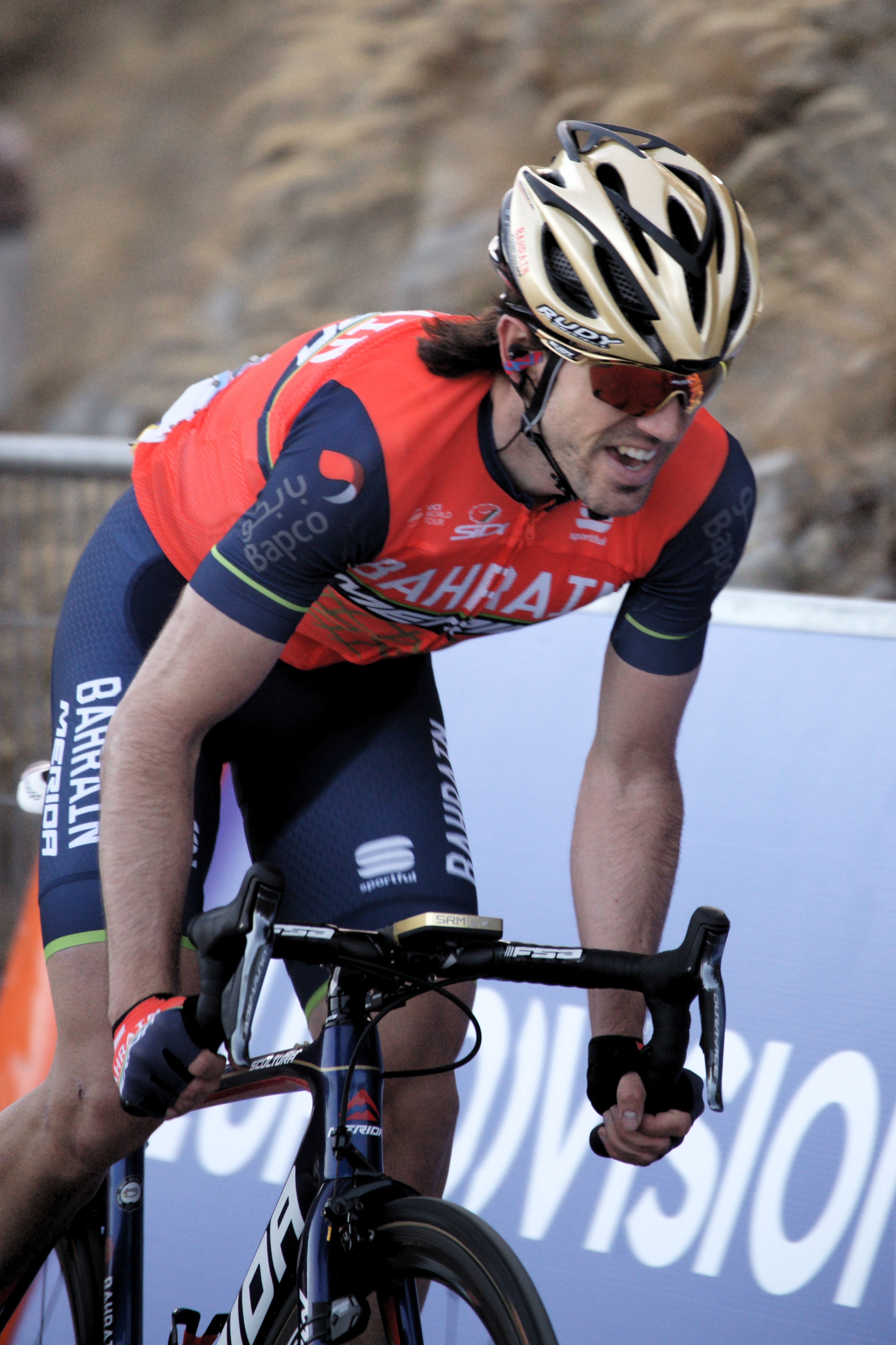
Izagirre lors de Paris-Nice en 2017.

Pour sa première année chez Bahrain-Merida en 2017, Ion Izagirre réalise la meilleure première partie de saison de sa carrière. Contraint à l'abandon sur chute lors du Tour d'Andalousie, il est ensuite septième de Paris-Nice et troisième du Tour du Pays basque. Lors des classiques ardennaises, il se classe septième de l'Amstel Gold Race, douzième de la Flèche wallonne et cinquième de Liège-Bastogne-Liège. Il conclut son prolifique mois d'avril en terminant cinquième du Tour de Romandie. De retour à la compétition en juin, il est sixième du Tour de Suisse et troisième du championnat d'Espagne sur route derrière deux coureurs Movistar. Il prend le départ du Tour de France comme leader de la formation Bahrain-Merida, mais une chute sous la pluie lors du contre-la-montre inaugural, le contraint à l'abandon et à mettre un terme à sa saison.
De retour à la compétition en janvier 2018, il se classe douzième du Tour Down Under. Il ne gagne aucune course lors de cette saison, mais termine notamment troisième du Tour du Pays basque et du championnat d'Espagne du contre-la-montre, ainsi que quatrième de Paris-Nice. Lors du Tour de France, il passe proche d'une victoire d'étape, terminant deuxième des 10e (à 1 minute et 34 secondes de Julian Alaphilippe) et 15e étapes (battu au sprint par Magnus Cort Nielsen). En fin de saison, il est septième de la Classique de Saint-Sébastien, puis neuvième du Tour d'Espagne (son meilleur classement sur un grand tour) et sixième du Tour de Lombardie.

### 2019-2021: Astana
Entre 2019 et 2021, il est membre de l'équipe Astana. Au printemps 2019, il remporte le classement général du Tour de la Communauté valencienne et une étape de Paris-Nice. En avril, il devient le premier Basque depuis Iban Mayo en 2003 à remporter le classement général du Tour du Pays basque. Il participe ensuite au Tour d'Italie en tant qu'équipier de Miguel Ángel López. Lors de la saison 2020, marquée par la pandémie de Covid-19, il sauve sa saison en gagnant en solitaire la sixième étape du Tour d'Espagne. Ce succès lui permet d'avoir remporté une étape sur les trois grands tours.
En 2021, il se montre régulier sur les courses par étapes. Troisième de Paris-Nice, il est ensuite dixième Tour du Pays basque, où il gagne la 4e étape. Septième du Tour de Romandie et du Critérium du Dauphiné, il devient en juin champion d'Espagne du contre-la-montre. Sur les grands tours, il termine 26e du Tour de France (deuxième de l'étape du Grand-Bornand) et du Tour d'Espagne. Il participe aux Jeux olympiques, sans obtenir de résultats :  79e de la course en ligne et abandon sur le contre-la-montre.

### Depuis 2022: Cofidis
Ion Izagirre rejoint Cofidis en 2022. Il a un rôle de leader sur les courses d'une semaine et de soutien à Guillaume Martin pour les grands tours. Pour sa première année, il répond rapidement aux attentes dès le début de saison en terminant successivement sixième du Gran Camiño, ainsi que septième de Paris-Nice et du Grand Prix Miguel Indurain. Lors du Tour du Pays basque, il remporte la dernière étape et se classe deuxième du général final, à seulement 11 secondes du vainqueur Daniel Martínez. Il est en retrait sur la suite de la saison, notamment sur le Tour de France et doit se contenter d'une sixième place sur le Tour Poitou-Charentes en Nouvelle-Aquitaine comme meilleur résultat. En juillet, Cofidis annonce l'extension du contrat d'Izagirre jusqu'en fin d'année 2024.
En 2023, après un début de saison sur des courses espagnoles, Izagirre termine à la 21e place de Paris-Nice. Il s'impose ensuite sur le Grand Prix Miguel Indurain en distançant son dernier adversaire, Sergio Higuita, dans la dernière ascension située à deux kilomètres de l'arrivée. Le 13 juillet, il remporte en solitaire la 12e étape du Tour de France, entre Roanne et Belleville-en-Beaujolais.
Une chute lors du Tour de Suisse 2024 lui cause une côte cassée, ce qui ne l'empêche pas d'être présent sur le Tour de France. Lors de la première journée de repos, la formation Cofidis annonce la prolongation d'un an du contrat du coureur espagnol. Malade, il abandonne cette course deux jours plus tard lors de la onzième étape. En fin de saison, il est quatrième du Tour de Lombardie.

## Palmarès, résultats et classements mondiaux

### Palmarès sur route

#### Palmarès amateur
- 2008
  - Champion du Guipuscoa du contre-la-montre espoirs
  - 2e du Mémorial Gervais
  - 3e du championnat d'Espagne sur route espoirs
- 2009
  - Mémorial Sabin Foruria
  - Pentekostes Saria
  - 4e étape de la Bizkaiko Bira (es)
  - Mémorial Ángel Mantecón
  - 2e de la Subida a Altzo
  - 3e des Trois Jours d'Alava
  - 3e du San Isidro Sari Nagusia
  - 3e du Circuito Sollube

#### Palmarès professionnel
| - 2012 - 2eb étape du Tour des Asturies (contre-la-montre) - 16e étape du Tour d'Italie - 3e des Boucles du Sud Ardèche - 7e du Tour de Pologne - 2013 - 2e du championnat d'Espagne sur route - 2e du Tour de Pologne - 4e du Tour Down Under - 9e du Grand Prix cycliste de Montréal - 2014 - Champion d'Espagne sur route - 2e du championnat d'Espagne du contre-la-montre - 2e du Tour de Pologne - 8e du Tour de Romandie - 2015 - Classement général du Tour de Pologne - 2e du Grand Prix Miguel Indurain - 2e de la Classique d'Ordizia - 3e du Tour du Pays basque - Médaillé de bronze du championnat du monde du contre-la-montre par équipes - 2016 - Champion d'Espagne du contre-la-montre - Grand Prix Miguel Indurain - Prologue du Tour de Romandie - 7e étape du Tour de Suisse (contre-la-montre) - 20e étape du Tour de France - 2e du Tour de l'Algarve - 2e du Tour de Suisse - 3e du Tour de Romandie - 5e de Paris-Nice - 8e du contre-la-montre des Jeux olympiques - 8e du Grand Prix cycliste de Montréal - 8e de l'Eneco Tour - 2017 - 3e du Tour du Pays basque - 3e du championnat d'Espagne sur route - 5e de Liège-Bastogne-Liège - 5e du Tour de Romandie - 6e du Tour de Suisse - 7e de Paris-Nice - 7e de l'Amstel Gold Race | - 2018 - 3e du Tour du Pays basque - 3e du championnat d'Espagne du contre-la-montre - 4e de Paris-Nice - 6e du Tour de Lombardie - 7e de la Classique de Saint-Sébastien - 9e du Tour d'Espagne - 2019 - Classement général du Tour de la Communauté valencienne - 8e étape de Paris-Nice - Classement général du Tour du Pays basque - 1re étape du Tour d'Espagne (contre-la-montre par équipes) - 2e du Tour d'Andalousie - 2e de la Coupe d'Espagne - 2020 - 6e étape du Tour d'Espagne - 2021 - Champion d'Espagne du contre-la-montre - 4e étape du Tour du Pays basque - 3e de Paris-Nice - 7e du Tour de Romandie - 7e du Critérium du Dauphiné - 10e du Tour du Pays basque - 2022 - 6e étape du Tour du Pays basque - 2e du Tour du Pays basque - 7e de Paris-Nice - 2023 - Grand Prix Miguel Indurain - 12e étape du Tour de France - 3e du Tour du Pays basque - 5e de la Classique de Saint-Sébastien - 8e du Grand Prix cycliste de Montréal - 2024 - 4e du Tour de Lombardie - 5e du Grand Prix cycliste de Montréal - 9e du Tour du Pays basque |

### Résultats sur les grands tours

#### Tour de France
11 participations
- 2013 : 69e
- 2014 : 41e
- 2016 : 47e, vainqueur de la 20e étape
- 2017 : abandon (1re étape)
- 2018 : 22e
- 2020 : abandon (11e étape)
- 2021 : 26e
- 2022 : 40e
- 2023 : 45e, vainqueur de la 12e étape
- 2024 : abandon (11e étape)
- 2025 : 69e

#### Tour d'Italie
3 participations
- 2012 : 48e, vainqueur de la 16e étape
- 2015 : 27e
- 2019 : 36e

#### Tour d'Espagne
5 participations
- 2018 : 9e
- 2019 : 16e, vainqueur de la 1re étape (contre-la-montre par équipes)
- 2020 : 29e, vainqueur de la 6e étape
- 2021 : 26e
- 2024 : 37e

### Classements mondiaux
| Année                                 | 2010  | 2011 | 2012 | 2013 | 2014 | 2015 | 2016 | 2017 | 2018  | 2019 | 2020 | 2021 | 2022 | 2023 | 2024 |
| ------------------------------------- | ----- | ---- | ---- | ---- | ---- | ---- | ---- | ---- | ----- | ---- | ---- | ---- | ---- | ---- | ---- |
| UCI World Tour                        |       | nc   | 86e  | 32e  | 49e  | 30e  | 11e  | 23e  | 23e   |      |      |      |      |      |      |
| Classement mondial                    |       |      |      |      |      |      | 12e  | 40e  | 29e   | 62e  | 125e | 55e  | 79e  | 55e  | 74e  |
| UCI Europe Tour                       | 1060e |      |      |      |      |      | 79e  | 504e | 1166e | 50e  | 103e | 46e  | 67e  | 44e  | 59e  |
| UCI America Tour                      | nc    |      |      |      |      |      | 74e  | nc   | nc    |      |      |      |      |      |      |
|                                       |       |      |      |      |      |      |      |      |       |      |      |      |      |      |      |
| Légende : nc = non classéSource : UCI |       |      |      |      |      |      |      |      |       |      |      |      |      |      |      |

### Palmarès en cyclo-cross
- 2005-2006
  - 3e du championnat d'Espagne de cyclo-cross juniors
- 2008-2009
  - Champion du Pays basque de cyclo-cross espoirs
- 2021-2022
  - Champion du Pays basque de cyclo-cross